# Cryphia turatii
Cryphia turatii är en fjärilsart som beskrevs av Bytinsky-salz 1937. Cryphia turatii ingår i släktet Cryphia och familjen nattflyn. Inga underarter finns listade i Catalogue of Life.